# Nesmy Manigat

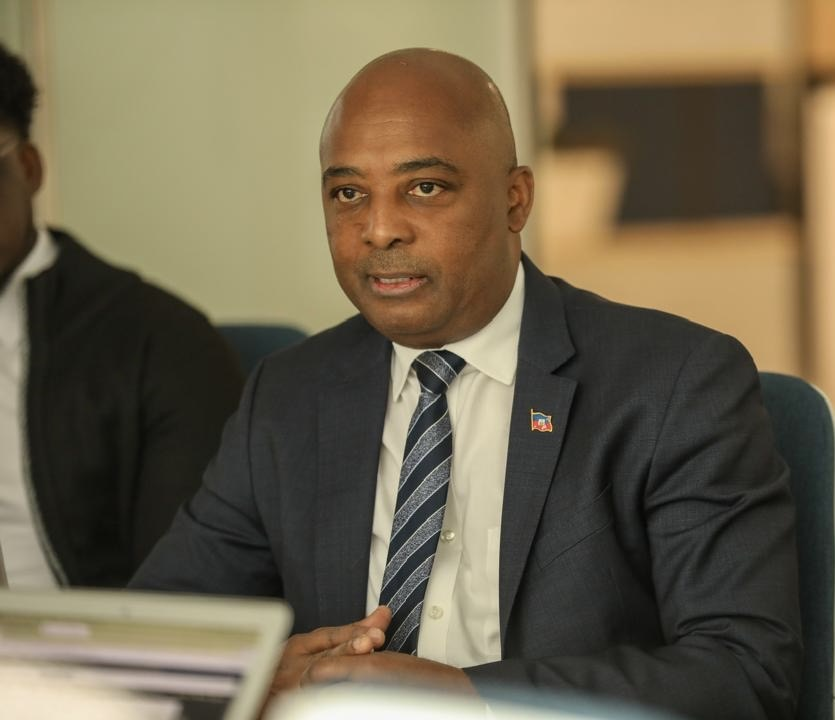
Nesmy Manigat

Nesmy Manigat (* in Cap-Haitien) ist ein haitianischer Ökonom, Technokrat und Bildungsexperte. Er war von 2014 bis 2016 und von 2021 bis 2024 Minister für nationale und berufliche Bildung (Ministre de l’Éducation nationale et de la Formation professionnelle; MENFP) in Haiti.

## Leben
Als Sohn zweier Lehrer absolvierte Manigat seine Grundschulausbildung bei den Brüdern der christlichen Erziehung in Ouanaminthe und anschließend seine Sekundarschulausbildung am Collège Notre-Dame du Perpétuel Secours in seiner Heimatstadt Cap-Haïtien.
Er machte einen Abschluss in Betriebswirtschaftslehre am Institut national de gestion et des hautes études internationales (INAGHEI) der Université d’État d’Haïti und im Jahr 1993 einen Master in Unternehmens- und Organisationsmanagement an der Université du Québec à Chicoutimi (UQAC).

## Wirken
Manigat begann seine berufliche Laufbahn 1991 im Ministerium für Planung und externe Zusammenarbeit und wechselte 1993 zur Banque de la République d’Haïti.

### Bildungsminister
Während seiner ersten Amtszeit als Bildungsminister (2014 bis 2016) gehörte Manigat den Kabinetten von Laurent Lamothe, Florence Duperval Guillaume und Evans Paul unter der Präsidentschaft von Michel Martelly an. Während seiner zweiten Amtszeit (2021 bis 2024) war Ariel Henry Premierminister und gleichzeitig amtierender Präsident. Manigat hat sich nie parteipolitisch engagiert und fungierte jeweils als Fachmann ohne politische Bindung. Er sagte dazu bei seinem zweiten Amtsantritt im Jahr 2021:

„S’il y a un groupe que je représente, ce ne sont autre que les parents d’environ 4 millions d’enfants scolarisés du système.“

„Wenn es eine Gruppe gibt, die ich vertrete, dann sind es die Eltern von etwa 4 Millionen Kindern, die im Schulwesen unterrichtet werden.“

Als Bildungsminister führte Manigat neue Pflichtfächer und schrittweise kompetenzbasierte Lernansätz ein:
- Staatsbürgerkunde,.
- Ästhetische und künstlerische Bildung,
- Sportunterricht,
- Technologie- und Produktionsunterricht,
- Wirtschaft sowie
- Haitianisch-Kreolisch.

Der kompetenzbasierte Ansatz zielt darauf ab, die reine Wissensaneignung zugunsten der Entwicklung von Kompetenzen zu überwinden, die in verschiedenen Zusammenhängen eingesetzt werden können.
Diese pädagogische Umgestaltung ging einher mit einer Überarbeitung der Lehrpläne, der Erstellung neuer, angepasster Lehrbücher sowie Weiterbildungsprogrammen für Lehrkräfte.
Manigat stellte Anfang 2023 das einheitliche Lehrbuch für Grundschulen in haitianischem Kreolisch vor. Diese Initiative zielte darauf ab, das Lernen der Schüler in ihrer Muttersprache zu stärken und gleichzeitig den Zugang zu pädagogischen Ressourcen zu vereinfachen.
Eine Vielzahl weiterer Initiativen und Reformansätze kennzeichneten die Amtszeiten Manigats als Bildungsminister.

### Kabinettschef von Premierminister Garry Conille
Mit dem Rücktritt der Regierung von Ariel Henry am 11. Juni 2024 verließ Manigat das Bildungsministerium. Am 14. Juni wurde er zum Kabinettschef von Premierminister Garry Conille ernannt.
Manigat verteidigte öffentlich die Regierungslinie von Premierminister Conille und betonte dabei die Bedeutung eines kollektiven und abgestimmten Vorgehens, während er gleichzeitig Vorwürfe über Meinungsverschiedenheiten innerhalb des Präsidialen Übergangsrats (CPT) zurückwies. Durch seine öffentlichen Auftritte profilierte sich Manigat als Verfechter einer reformorientierten Regierungsführung, die sich auf den institutionellen Wiederaufbau und die Wiederherstellung des Vertrauens der Bürger in einem Land auf der Suche nach Stabilität konzentriert.
Er betonte mehrfach: „Das Ausmaß der Krise in Haiti wird deutlich unterschätzt“.